# إثيل شانون
إثيل شانون (بالإنجليزية: Ethel Shannon) هي ممثلة أمريكية، ولدت في 22 مايو 1898 بدنفر في الولايات المتحدة، وتوفيت في 10 يوليو 1951 بلوس أنجلوس في الولايات المتحدة بسبب تسمم. بدأت مشوارها المهني سنة 1919.

## وصلات خارجية
- إثيل شانون على موقع IMDb (الإنجليزية)
- إثيل شانون على موقع قاعدة بيانات الفيلم (الإنجليزية)